# Curimbó (instrumento)
O curimbó (do tupi-guarani curi m'bó, "tambor") é um instrumento musical de origem indígena, da família dos membranofones percutidos. É utilizado para marcar o ritmo no carimbó, folguedo popular paraense, cujo nome deriva justamente do instrumento.

## Histórico
A primeira descrição do uso do curimbó foi feita pelo jesuíta Frei João Daniel, que em 1767 relatou que os índios Tupinambás dançavam e cantavam ao som de um tambor feito de um tronco oco, coberto por uma pele de animal em uma das extremidades. O executante tocava sentado sobre o tronco, usando as mãos como baquetas, o que ainda se verifica nos dias atuais.
A primeira referência bibliográfica ao curimbó ou carimbó como instrumento de percussão, foi registrada no "Glossário Paraense" de 1905, onde ele é citado como:
Atabaque, tambor, provavelmente de origem africana. É feito de um tronco, internamente escavado, de cerca de um metro de comprimento e de 30 centímetros de diâmetro; sobre uma das aberturas se aplica um couro descabelado de veado, bem entesado. Senta-se o tocador sobre o tronco, e bate em cadência com um ritmo especial, tendo por vaquetas as próprias mãos.

## Características
O curimbó constitui-se num tambor cilíndrico com uma das bocas coberta com um couro de animal (usualmente, de boi). No carimbó, são geralmente usados aos pares, um alto (timbre agudo), também chamado de "repique" e outro baixo (timbre grave), denominado "marcação" ou "marcador".